# Santiago Mariño

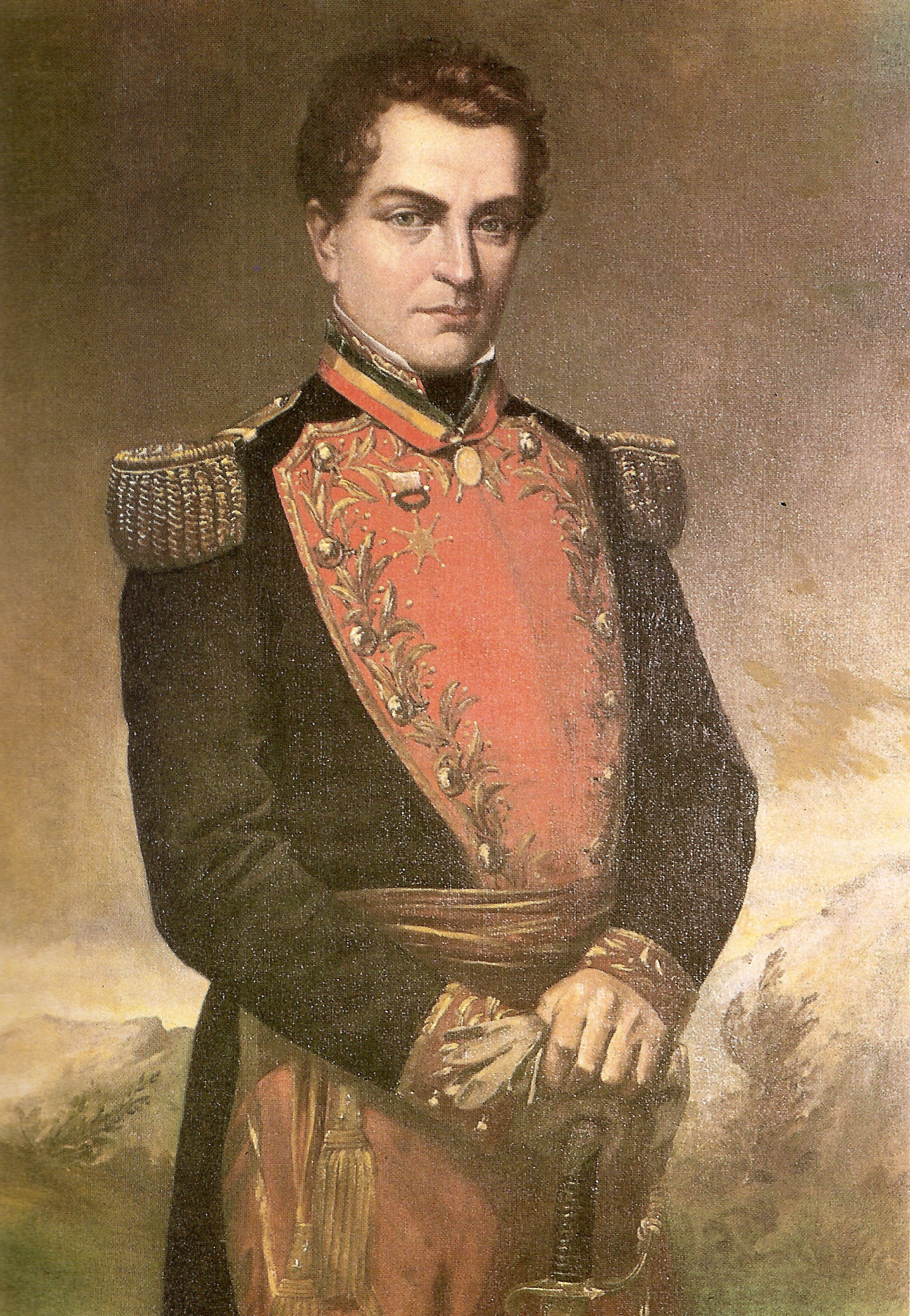
Santiago Mariño

Santiago Mariño (Valle del Espíritu Santo, 25 de julho de 1788 — La Victoria, 4 de setembro de 1854) foi um político venezuelano, Presidente da Venezuela de 9 a 27 de julho de 1835.